# Список колониальных губернаторов в 1900 году
Ниже приведён список правителей колониальных территорий в 1900 году.
Список колониальных губернаторов в 1899 году — 1900 год — Список колониальных губернаторов в 1901 году
См. также:
- Список глав государств в 1900 году
- Список религиозных лидеров в 1900 году

## Бельгия
- Независимое государство Конго —
  1. барон Франсис Эрне Жозеф Мари Дани, генерал-губернатор (1896—1900)
  2. барон Теофиль Теодор Жозеф Антуан Ваи, генерал-губернатор (1900—1908)

## Соединённое королевство Великобритании и Ирландии
- Колония Австралия —
  - Джон Адриан Луис Хоуп, генерал-губернатор (1900—1901)
  - Уильям Лайн, премьер-министр (1900—1900)
- Гайана — Уолтер Жозеф Сендалл, губернатор, (1898—1901)
- Колония Новая Зеландия —
  - Юктер Кнокс, губернатор (1897—1904)
  - Ричард Седдон, премьер-министр (1893—1906)
- Индия — Лорд Керзон, вице-король (1899—1905)
- Северо-Восточная Родезия — Роберт Эдвард Кодрингтон, администратор, (1898—1907)
- Северо-Западная Родезия — Роберт Торн Кориндон, администратор, (1897—1907)

## Германия
- Германская Западная Африка —
  - Камерун — Йеско фон Путткамер, губернатор (1895—1907)
  - Того — Аугуст Кёхлер, губернатор (1898—1902)
- Германская Юго-Западная Африка — Теодор фон Лойтвайн, губернатор (1898—1905)
- Германская Восточная Африка —
  - Танганьика (мандат) — Эдуард фон Либерт, губернатор (1896—1901)
  - Руанда — фон Беф, комендант, (1899—1902)
  - Бурунди
  - Виту
- Германская Новая Гвинея — Рудольф фон Беннигсен, губернатор (1899—1901)
- Западная Самоа — Вильгельм Хайнрих Зольф, губернатор (1900—1911)
- Каролинские острова
- Марианские острова

## Италия
- Итальянское Сомали — Эмилио Дулио, губернатор, (1898—1905)
- Эритрея — Фердинандо Мартини, губернатор, (1897—1907)

## Нидерланды
- Ост-Индия — Вильгельм Роосебоом, генерал-губернатор (1899—1904)

## Португалия
- Ангола —
  1. Антониу Дуарте Рамада Курто, генерал-губернатор (1897—1900)
  2. Франсиску Хавьер Кабрал де Оливейра Монкада, генерал-губернатор (1900—1903)
- Мозамбик —
  1. Алвару Антониу Феррейра, генерал-губернатор (1898—1900)
  2. маркиз Жулиу Жозе да Кошта, генерал-губернатор (1900—1900)
  3. Жуакин Жозе Машаду, генерал-губернатор (1900—1900)
  4. Мануэл Рафаэл Горжан, генерал-губернатор (1900—1902)
- Сан-Томе и Принсипи

## Франция
- Французский берег Сомали -
  1. Альфред Альбер Мартино, губернатор (1899—1900)
  2. Габриэль Луи Ангульван, временный губернатор (1900)
  3. Адриен Жюль Жан Бонуа, губернатор (1900—1901)
- Гвинея -
  1. Поль Жан Френсис Кустуриер, лейтенант-губернатор (1898—1900)
  2. Ноэль Эжен Виктор Балли, лейтенант-губернатор (1900)
  3. Поль Жан Френсис Кустуриер, лейтенант-губернатор (1900—1904)
- Французский Индокитай — Поль Думер, генерал-губернатор (1897—1902)
- Французская Западная Африка —
  - Берег Слоновой Кости — Анри-Шарль-Виктор-Амеде Робердо
, губернатор, (1898—1902)
  - Бенин —
    - Пьер Юбер Огюст Паскаль, и. о. губернатора (1899—1900)
    - Виктор-Теофил Лиотар, губернатор, (1900—1906)

  - Французский Судан — Вильям Мерло-Понти, представитель Франции (1899—1902)
  - Нигер — Этьен Пероз, комендант, (1900—1901)
  - Сенегал —
    - Жан Батист Эмиль Луи Бартелеми Шодье, губернатор (1895—1900)
    - Ноэль-Виктор Баллай, губернатор, (1900—1902)
- Французская Гвиана — Эмиль Жозеф Мерварт, губернатор (1899—1903)
- Алжир —
  - Эдуард Лаферриерс, генерал-губернатор, (1898—1900)
  - Шарль Целестин Йоннарт, и. о. генерал-губернатора, (1900—1901)
- Тунис —
  1. Рене Милле, генеральный резидент (1894—1900)
  2. Бенуа де Меркель, генеральный резидент, (1900—1901)
- Новая Каледония —
  - Поль Теодор Ернест Мари Фейллет, губернатор, (1897—1900)
  - Колардю, и. о. губернатора, (1900—1900)
  - Эдуард Эмиль Леон Телле, и. о. губернатора, (1900—1901)
- Мадагаскар — Жозеф Симон Гальени, генерал-губернатор, (1897—1905)
- Французское Конго — Жан-Батист Филемон Лемэр, лейтенант-губернатор, (1899—1902)
- Коморские острова —
  1. Клови Папино, администратор, (1899—1900)
  2. Пьер Юбер Огюст Паскаль, губернатор, (1900-1902)

## Япония
- Тайвань — Кодама Гэнтаро, генерал-губернатор (1898—1906)

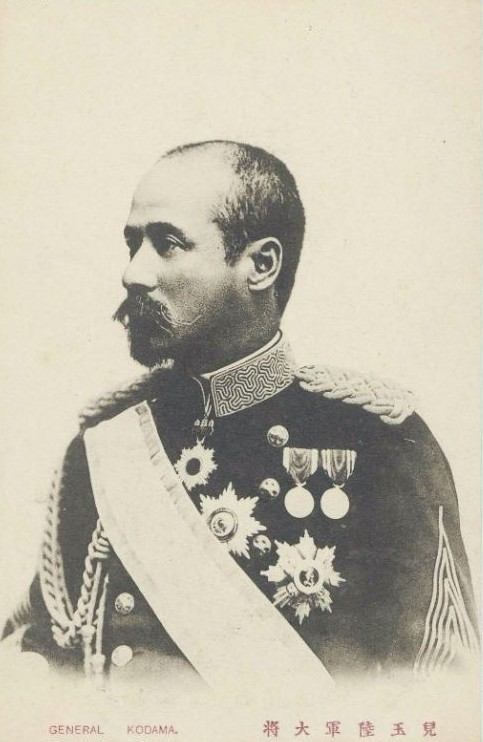
Кодама Гэнтаро